# Рачкова (річка)
Рачкова (словац. Račková) — річка в Словаччині; права притока Белої, протікає в окрузі Ліптовський Мікулаш.
Довжина — 12.6 км.
Витікає в масиві Високі Татри — частині Ліптовські Татри — на висоті 1697 метрів. Впадає Ямницький потік.
Протікає Рачковою долиною. Біля села Прібиліна впадає в Белу на висоті 772 метри.